# Пабло Орбаїс
Пабло Орбаїс (ісп. Pablo Orbaiz, нар. 6 лютого 1979, Памплона) — іспанський футболіст, півзахисник нижчолігового клубу «Валлє Егуес».
Насамперед відомий виступами за клуби «Осасуна» та «Атлетик», а також національну збірну Іспанії.

## Клубна кар'єра
Вихованець футбольної школи клубу «Осасуна».
У дорослому футболі дебютував 1996 року виступами за команду клубу «Осасуна Б», в якій провів два сезони, взявши участь у 27 матчах чемпіонату.
Своєю грою за дубль привернув увагу представників тренерського штабу основного клубу «Осасуна», до складу якої приєднався 1997 року. Відіграв за клуб з Памплони наступні три сезони своєї ігрової кар'єри. Більшість часу, проведеного у складі «Осасуни», був основним гравцем команди.
2000 року уклав контракт з клубом «Атлетик», у складі якого провів наступні одинадцять років своєї кар'єри гравця. Граючи у складі «Атлетика» також здебільшого виходив на поле в основному складі команди.
В кінці серпня 2011 року Пабло був відданий в оренду в «Олімпіакос» до кінця сезону. Після завершення оренди повернувся до Більбао, але оскільки до планів керівництва не входив, отримав статус вільного агента.
2012 року уклав однорічний контракт з російським клубом «Рубін» (Казань). По завершенні цього контракту повернувся на батьківщину, де продовжив виступати на полі за нижчолігову команду «Валлє Егуес».

## Виступи за збірні
1997 року дебютував у складі юнацької збірної Іспанії, взяв участь у 20 іграх на юнацькому рівні.
Протягом 1998—2001 років залучався до складу молодіжної збірної Іспанії. На молодіжному рівні зіграв у 26 офіційних матчах та здобув із збірною титул молодіжного чемпіону світу.
2002 року дебютував в офіційних матчах у складі національної збірної Іспанії. Наразі провів у формі головної команди країни лише 4 матчі.

## Досягнення
- Чемпіон світу (U-20): 1999
- Чемпіон Греції (1):

«Олімпіакос»: 2011-12
- Володар Кубка Греції (1):

«Олімпіакос»: 2011-12